# Рамберто I Малатеста
Вижте пояснителната страница за други личности с името Рамберто Малатеста.
Рамберто I Малатеста, наречен „Графчето на Джиаджоло“ (на италиански: Ramberto I Malatesta contino di Ghiaggiolo; * 1302, † 1367) е италиански кондотиер, граф на Джиаджоло (близо до Форли).

## Произход
Той е единственото дете на Уберто Малатеста (* ок. 1270, † 1324), кондотиер, политик и граф на Джиаджоло, и на дъщерята на графа на Довадола Руджеро Гуиди.

## Биография
Известен е като „Графчето на Джиаджоло“ поради малкия си ръст. Прекарва живота си като кондотиер и се опитва постоянно да навреди на роднините си в Римини.
Въпреки че е гибелин, той служи на Църквата, когато кардинал Бертрандо дел Поджето принуждава Ферантино да остави господството на Римини свободно за папата.
Той се сражава под стените на Ферара през 1333 г. и, победен, се спасява, като преплува река По.
След като впоследствие се присъединява към враговете на Църквата, помага на семейство Орделафи да си върне Форли и кара Чезена да се разбунтува, като става неин подест. Възниква антагонизъм между него и Франческо Орделафи, капитан на народа от Чезена, и докато Рамберто помага на семейство Есте, той го лишава от длъжност. Рамберто си отмъщава, като нахлува в територията на Форли, на която нанася сериозни щети, след което обсажда замъка Валдиноче и го щурмува, убивайки двама от Манфреди, които господстват в него. Но през 1336 г.  Франческо Орделафи го отнема обратно от него.
Той получава господството на Валдопио със земите на Монтеротондо и Порцантико през 1338 г. от тези, които ги притежават, защото ги е защитил срещу тиранина на Форли.
На заплатата е на Флорентинската република срещу Мастино дела Скала и след това се бие срещу пизанците.
За неговата доблест Флоренция му дава правото на подчинение през 1350 г. и му помага да си върне крепостта Радиколи, която му е била отнета от графовете на Гуиди през 1351 г.
Трябва да се бие срещу Лодовико Орделафи, когото му е отнел замъка в Графство Джиаджоло. Флоренция не може да му помогне, защото е заплашена от Джовани Виксонти, архиепископ на Милано. Той предлага услугите си на кардинал Еджидио Алборноз и с него води война срещу Орделафи и Малатеста. Той напразно се опитва да окупира Римини след поражението на Галеото Малатеста при Падерно и завладява Сантарканджело, Верукио и други замъци.
През 1356 г. отново вдига оръжие срещу Франческо Орделафи, си връща Кусерколе и други места, но един ден, когато отива към Чезена, е нападнат и изгонен от смелата съпруга на Орделафи, известна като Чиа. Той си връща Джиаджоло чрез измама и успява да си върне двамата сина, които са пленени от нея.
През 1360 г. е затворен от синовете си в подземие, където остава в продължение на много години и може би до 1367 г., тъй като през тази година дарява Графство Джиаджиоло на сина си Николо.

## Брак и потомство
∞ за Касандра дела Фаджола, с която има двама сина и две дъщери: 
- Николо I Малатеста († 1374), кондотиер, ∞ за Виери де Медичи, от която има двама сина
- Франческо Малатеста
- Маргарита Малатеста, ∞ за Пацино Строци
- Изота Малатеста († 1363), ∞ за Матео Бианкети

Има и двама извънбрачни синове: 
- Антонио Малатеста
- Галанте Малатеста († 1423).